# ТЭС Адамув
ТЭС Адамув (Adamów) — бывшая угольная тепловая электростанция в центральной части Польши, расположенная в 60 км к северо-западу от Лодзи.

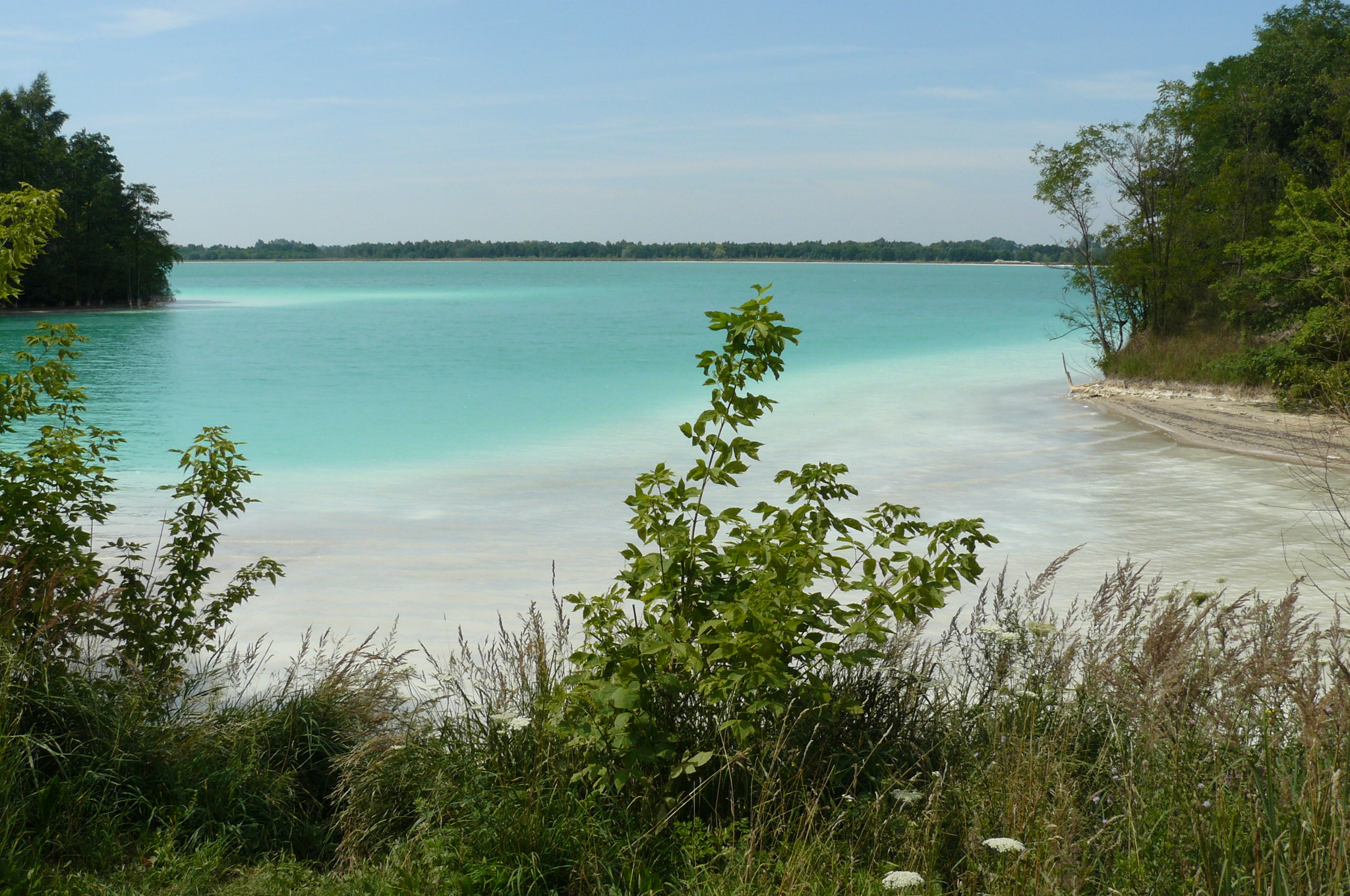
Золоотвал Гайувка

В 1960-х годах было принято решение использовать для производства электроэнергии месторождения бурого угля, обнаруженные между Лодзью и Познанью. Угольные пласты залегали близко к поверхности, что позволяло вести открытую добычу. В рамках угольно-энергетического комплекса Понтнув – Конин – Адамув станцию построили непосредственно в районе карьеров.
В 1964–1966 годах на площадке ТЭС Адамув ввели пять конденсационных энергоблоков мощностью по 120 МВт. Котлы OP-380 поставила компания Rafako (Рацибуж), паровые турбины и генераторы изготовили Zamech (Эльблонг) и Dolmel (Вроцлав). Топливная эффективность блоков составляла 33,6%.
Уголь поступал из карьера Адамув по специальной железнодорожной ветке, не имевшей других соединений. В качестве резервного топлива использовали природный газ с месторождения Богдай-Уцехув (в 80 км к юго-западу), подаваемый с 1971 года по газопроводу диаметром 400 мм. В 1977 году проложили второй трубопровод диаметром 500 мм от Одолянува — узла магистрального газопровода Ярослав – Щецин.
Продукты сгорания удалялись через 150-метровую дымовую трубу. Для охлаждения воды построили пять градирен высотой 96 метров с диаметром основания 70 метров.
Золу транспортировали по пульпопроводу длиной 2 км к бывшему карьеру Gajówka.
Электроэнергия передавалась по ЛЭП напряжением 110 кВ.
В 2018 году станцию закрыли. Причиной стали необходимость дорогостоящей модернизации для соответствия экологическим нормам ЕС и истощение угольных запасов (остаток на 3–4 года работы).